# Nippert Stadium

Le Nippert Stadium est un stade de football américain situé à Cincinnati en Ohio.